# Kathedrale von Palestrina

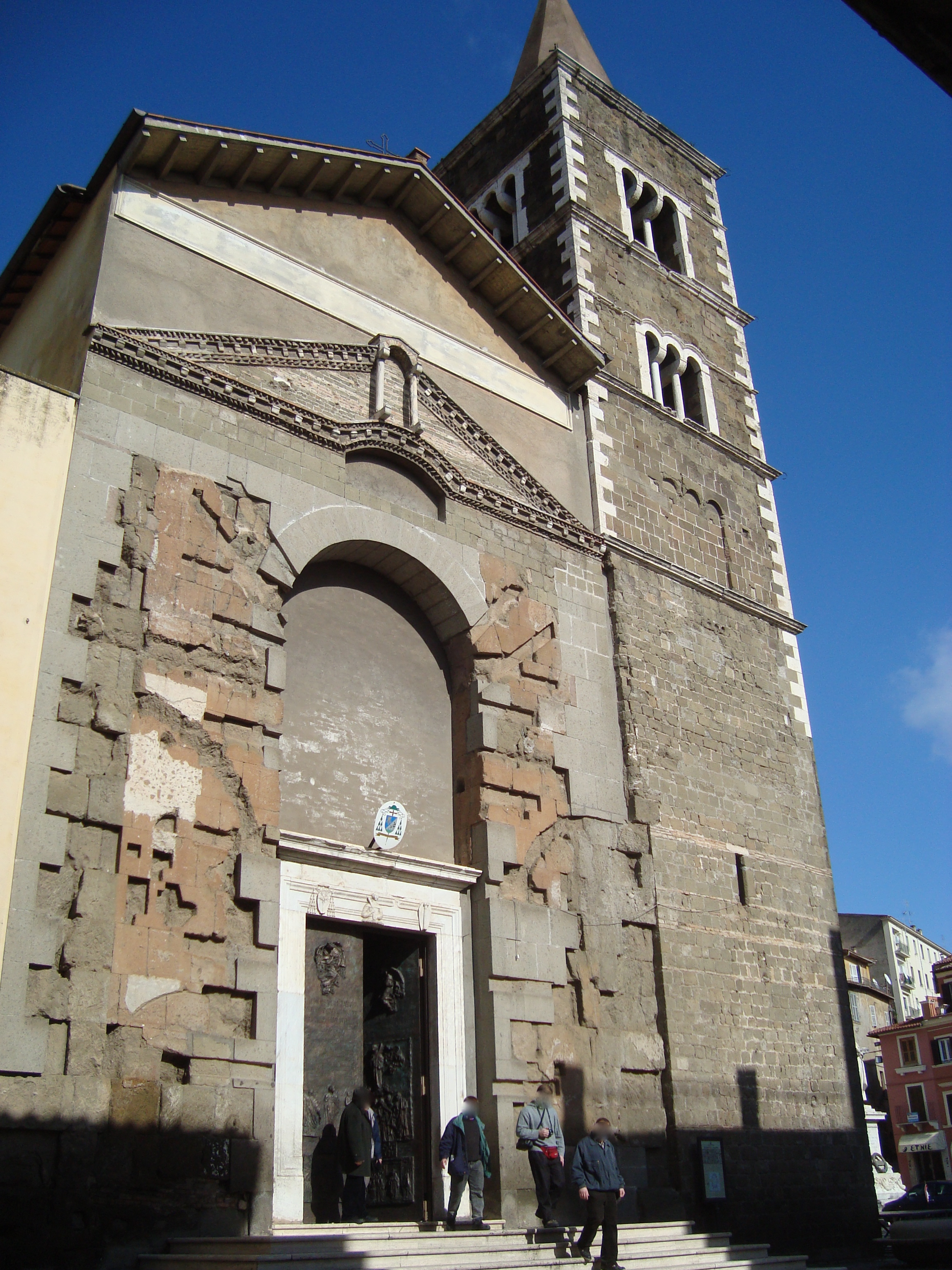
Kathedrale von Palestrina

Die Kathedrale von Palestrina ist eine römisch-katholische Kirche in Palestrina in der italienischen Region Latium. Die Bischofskirche des suburbikarischen, gleichnamigen Bistums ist dem Märtyrer Agapitus von Praeneste gewidmet und trägt den Titel einer Basilica minor. Die romanische Kathedrale geht auf Anfänge in der Spätantike zurück.

## Geschichte
Die Fundamente der Kirche stammen von dem heidnischen Tempel aus dem 4. Jahrhundert v. Chr., der sich auf dem Forum von Praeneste befand. Eine erste christliche Kirche wurde mit einem rechteckigen, nun geosteten Grundriss vermutlich im 5. Jahrhundert darauf errichtet. Im Jahr 898 wurden die Reliquien des heiligen Märtyrers Agapitus von Praeneste hierhergebracht. Das Gebäude wurde dann vom damaligen Bischof Conone im romanischen Stil unter Anfügung der beiden Seitenschiffe und dem Bau des Chors mit darunter liegender Krypta  erweitert. Die Kathedrale wurde am 16. Dezember 1117 von Papst Paschalis II. feierlich geweiht. Die Fertigstellung erfolgte im 13. Jahrhundert mit dem Bau des Glockenturms.
Bei Auseinandersetzungen der Herren von Colonna mit dem Papsttum war die Stadt mehrfach Ort von Kämpfen, dabei wurde die Kathedrale im Jahr 1437 von Kardinal Giovanni Vitelleschi im Auftrag von Papst Eugen IV. teilweise zerstört, betroffen waren das Portal und der Glockenturm, die Reliquien hl. Agapitus brachte der Kardinal in seine Heimatstadt Corneto, heute Tarquinia, die Kopfreliquie kehrte unter anderem nach mehr als einem Jahrhundert auf Betreiben von Kardinal Marcantonio Colonna nach Palestrina zurück. Der Wiederaufbau begann im Jahr 1452 mit der Genehmigung von Papst Nikolaus V. (1447–1455) und dauerte 35 Jahre lang. Nach unbestimmten Renovierungen verfiel die Kathedrale bis zu neuen Arbeiten 1706 unter Kardinal Fernàndez de Portocarrero (1698–1709). Im Jahr 1777 ließ Kardinal Girolamo Spinola (1775–1784) den Hochaltar aufstellen. Eine Neugestaltung des Innenraums erfolgte von 1882 bis 1917 und gab der Kathedrale ihr heutiges Aussehen. Dabei wurde statt der Gewölbe eine Kassettendecke eingezogen und die Fenster wurden in erhöhten Außenwänden vergrößert, die Apsis wurde nach Plänen des Architekten Konstantin Schneider neu errichtet. 1957 wurde die Fassade auf den Zustand vor 1680 zurückgeführt. Weitere Renovierungsarbeiten folgten.

## Beschreibung

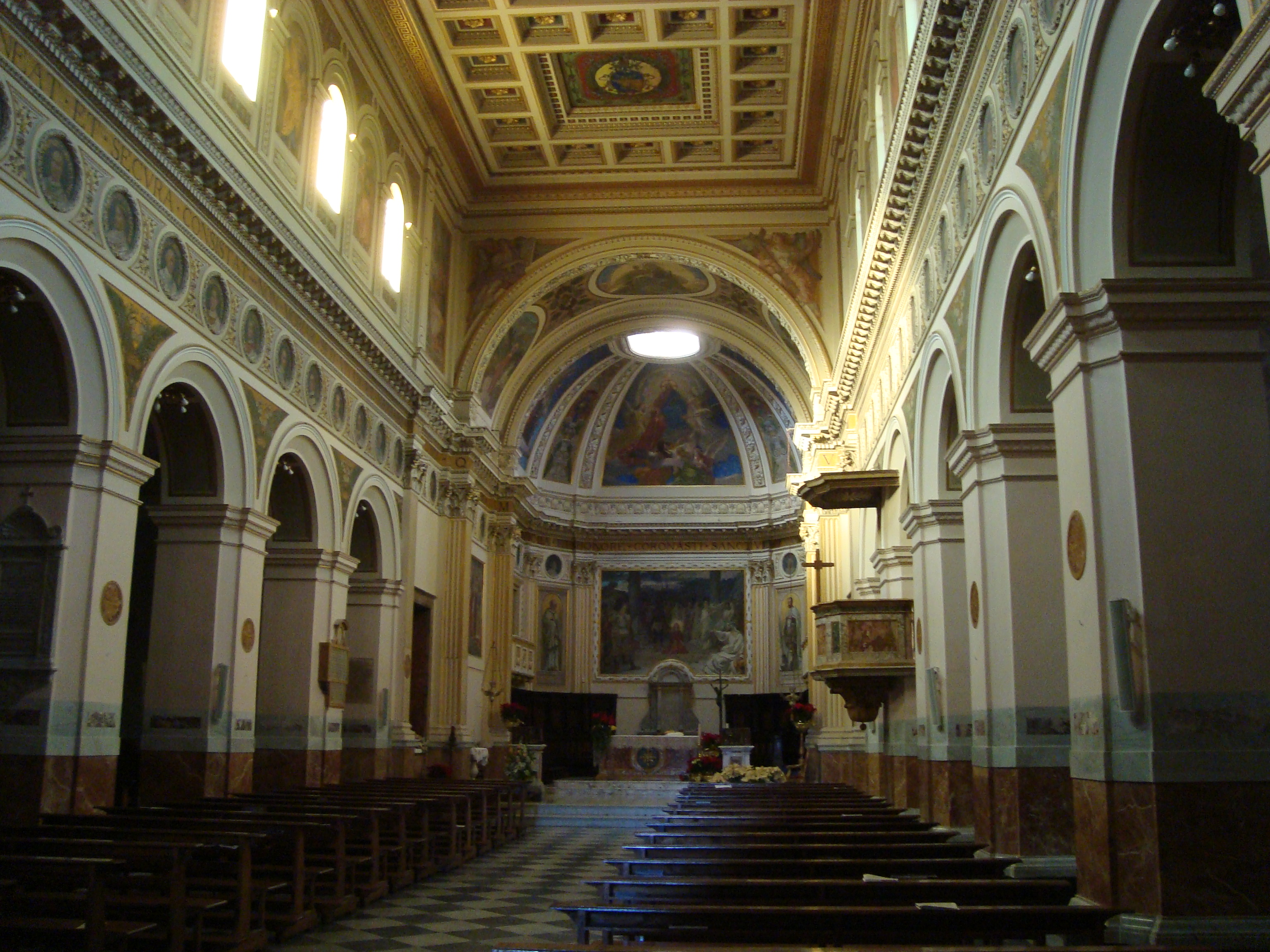
Innenraum

Die Fassade bewahrt in ihrem oberen Teil das romanische Tympanon, während das Marmorportal von 1503 in der Mitte Agapitus mit der Palme des Martyriums zeigt, links das Wappen der Familie Della Rovere und rechts das der Familie Colonna.
Die dreischiffige Basilika ist durch niedrige Bögen auf quadratischen Säulen gegliedert. Das Mittelschiff ist mit einer reich verzierten Kassettendecke mit eingebetteten Gemälden gestaltet. Oberhalb der Arkaden sind Medaillons mit den Bildnissen der Bischöfe angebracht. Zwischen den Obergadenfenstern sind Heilige und Märtyrer der Stadt abgebildet. Der Chor wurde Ende des 19. Jahrhunderts mit Fresken zum Martyrium des hl. Agapitus gestaltet. In der darunterliegenden Krypta sind Überreste der römischen Vorgängerbauten zu sehen. Die Seitenschiffe führen zu Kapellen, die linke ist der Madonna von Pompej gewidmet, die rechte stellt das Fegefeuer dar.
Die Kirche beherbergt bedeutende Kunstwerke, so die Darstellung der Enthauptung des Heiligen Agapitus. Auf den Nebenaltären, auf beiden Seiten des Chors, befinden sich zwei ovale Gemälde von Giovanni Odazzi, die den Heiligen Ildefons von Toledo und die Entrückung der Heiligen Teresa darstellen.
Die Reliquien des Agapitus werden in einer kostbaren Büste aus Silber und Edelstein aufbewahrt werden, die während seiner Feierlichkeiten am 18. August in einer Prozession getragen wird.
Eine Bronzetür erinnert an den Besuch von Papst Johannes Paul II. im Jahr 1983.